# Смирнов, Николай Михайлович
Николай Михайлович Смирнов (1807—1870) — русский государственный деятель, дипломат и мемуарист, тайный советник, калужский (1845—1851) и санкт-петербургский (1855—1861) губернатор, сенатор. Муж знаменитой светской красавицы Александры Россет. Владелец подмосковной усадьбы Спасское.

## Биография
Родился 16 (28) мая 1807 (по другим источникам — 16 мая 1808 года). Сын Михаила Петровича Смирнова (ум. ок. 1823), служившего при Екатерине II в кавалергардском полку, и Феодосии Петровны, урождённой Бухвостовой (13.02.1788—18.02.1814).
Окончил Московский университет. Служил в Иностранной коллегии, в министерствах внутренних и иностранных дел, в российских миссиях в Италии (1825—1828) и Берлине (1835—1837). Затем был назначен директором Государственного комитета погашения долгов.
Был пожалован придворными званиями камер-юнкера (1829), «в должности церемониймейстера» (1839) и камергера (1845).
С 3 июня 1845 по 14 марта 1851 года Н. М. Смирнов был гражданским губернатором Калужской губернии, а в 1855—1861 годах — губернатором Санкт-Петербурга. Неоднократно на этом посту подвергался критике со страниц газеты «Колокол»: его выступления назывались там «образцом бюрократического пустословия». Кроме того, Смирнова обвиняли в расправе над крестьянами Ямбургского уезда Итовской вотчины, в покровительстве вороватым чиновникам и в том, что он «из аукционной камеры брал себе назначенные в продажу картины знаменитых художников, которые показывались в книге проданными рыночным торговцам, за весьма ничтожную сумму, наприм.: если картина стоила 200 руб., то Смирнов за неё вносил только 5 руб.сер.».
С 1855 по 1861 год был членом Попечительского совета заведений общественного призрения в Санкт-Петербурге.
С 1861 года Николай Смирнов был сенатором Правительствующего Сената, через шесть лет вышел в отставку.
Последние годы провёл в собственном имении под Москвой — селе Спасском и Санкт-Петербурге, где и умер 4 (16) марта 1870 года. Похоронен был в Москве на кладбище Донского монастыря. Мемуарное сочинение «Из памятных заметок» (подготовлено к печати в «Русском архиве» другом Смирнова Петром Бартеневым).

## Знакомство с известными писателями

### Знакомство с А. С. Пушкиным
Николай Смирнов познакомился с А. С. Пушкиным, вернувшись на родину в 1828 году. Даже сохранился рисунок, выполненный Пушкиным, на котором изображён Смирнов.
Жена Николая Смирнова Александра Россет впоследствии писала о том, какое впечатление оставил Пушкин о тогда ещё неженатом Смирнове: «Смирнов мне очень нравится; он вполне европеец, но сумел при этом остаться и вполне русским. Мать его была последней Бухвостовой… Сын её — тип англичанина или шведа, он и верхом ездит как англичанин… Смирнов прекрасно говорит по-русски, хотя и был воспитан эмигрантами. Восемнадцати лет он, как и я, поступил в дипломатический корпус и прожил, счастливец, очень долго в Италии. Думаю, что он вам понравится, наш боярин-итальянец, наш русский милорд»
В 1833 году Смирнов со своей женой поселились на Большой Конюшенной улице в Петербурге. Их гостями в разное время были Михаил Щепкин, Виссарион Белинский, Алексей Толстой, Пушкин. Именно здесь поэт впервые читал «Историю Пугачёва».
Как следует из дневников Пушкина, Смирнов в 1834 году пытался стать членом Английского клуба — одного из центров российской политической и общественной жизни — однако был спутан с однофамильцем-игроком и первоначально забаллотирован. После выяснения всех обстоятельств Смирнов был принят в клуб.
Известно о том, что Смирнов однажды помог поэту выплатить долг в 5000 рублей. Впоследствии сумма была возвращена, но уже после смерти Пушкина.

### Знакомство с Н. В. Гоголем
Александра Россет была дружна с Николаем Гоголем, переписывалась с ним. Летом 1849 года писатель приехал в Калугу и гостил в имении Смирновых в Бегичево.
В Калуге, в том числе в присутствии Россет, Гоголь прочёл несколько глав из второго тома «Мёртвых душ», которые в то время писал. В литературоведении эти события принято называть «калужскими чтениями». Более того, некоторые литературоведы считают, что сюжетная линия, в которой Чичиков занимается подделкой завещания, навеяна связанными с Николаем Смирновым событиями: Смирнов был уволен с должности Калужского губернатора по результатам ревизии, связанной с совершением дарственных записей на имения, ввиду того, что «действия его не всегда соответствовали требованиям закона».

## Семья и дети

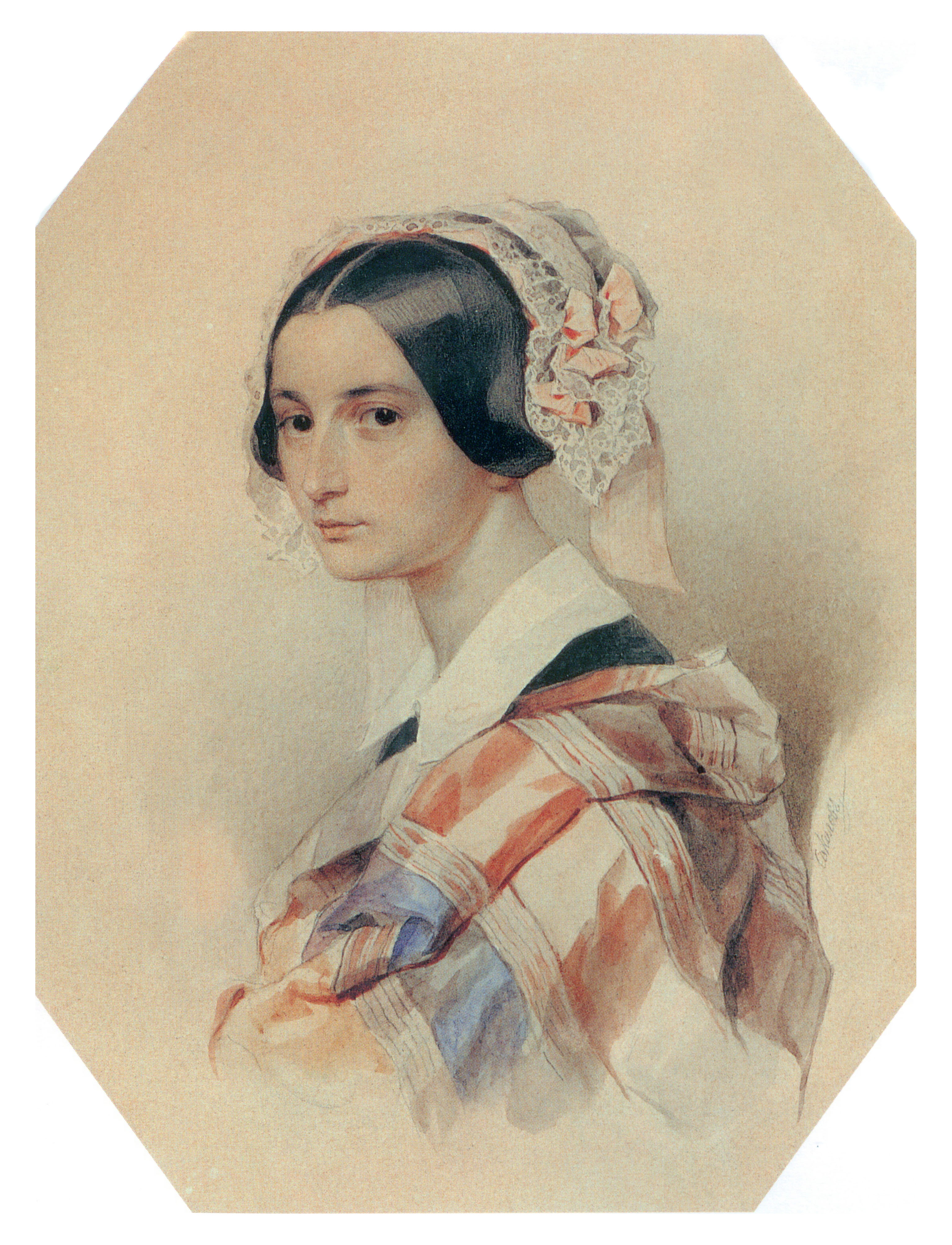
А. О. Смирнова-Россет

Женой Николая Смирнова была фрейлина Александра Осиповна Россет (1809—1882). Брак был заключён 11 января 1832 года в Зимнем дворце в присутствии членов императорской фамилии и был, однако, несчастливым. Александра видела в этом союзе лишь способ помочь своей бедной семье за счёт богатого мужа. Впоследствии она писала: «…у меня не было ни одного года покоя и счастья с этим человеком. Сердце у него было доброе, но он был беспринципен и взбалмошен». Дети:
- Александра (1834—1837).
- Ольга (1834—1893), не замужем.
- Софья (1836—1884), жена князя Андрея Васильевича Трубецкого (1822—1881).
- Надежда (1840—1899), в замужестве Соррен.
- Михаил «Смирнов-Кавказский» (1847—1892), ученый-естественник; женат на Елизавете Михайловне Тамамшевой. По словам современника, «Смирнов женился на какой-то армянской девице из денежного мира. Большого счастья ему эта свадьба не принесла. Он почувствовал себя в непривычной атмосфере и умственно задыхался. Вероятно, тяжкая семейная обстановка и довела его впоследствии до умственного расстройства, среди которого он угас. А между тем это был, несомненно, самый даровитый из нас, тот, которому суждено было, вероятно, расцвести всего пышнее»[11]. Его именем назван Рододендрон Смирнова.